# مقاطعة شوش
مقاطعة شوش (بالفارسية: شهرستان شوش) هي إحدى مقاطعات إيران وتقع في محافظة خوزستان. مدينة شوش هي عاصمة هذه المقاطعة. حسب إحصاءات المركز الرسمي للإحصاءات الإيرانية في 2006 كان يسكن مقاطعة شوش 189,793 شخص وكان عدد المساكن 33,313 مسكن. تنقسم هذه المقاطعة لثلاثة بلدات: البلدة المركزية وبلدة شاوور وبلدة فتح المبين. للمقاطعة ثلاثة مدن مدينة وهي شوش وألوان وحر.